# باجاک‌اوغلو (گوموش‌حاجی‌کوی)
باجاک‌اوغلو (به ترکی استانبولی: Bacakoğlu) یک منطقهٔ مسکونی در ترکیه است که در گوموش‌حاجی‌کوی واقع شده‌است.